# Maurion (patronyme)
Cette page présente le nom de famille Maurion ainsi que ses variantes.
Maurion est un patronyme français monophylétique peu populaire qui vient du Latin maurus qui signifiait noir et désignait une personne au teint ou à la chevelure sombre.

## Occurrence
En 2021, le patronyme Maurion est peu populaire. Selon le site Filae.com Il est classé au 196465e rang des noms de famille en France.

## Étymologie
L'étymologie du patronyme Maurion vient du latin maurus qui signifiait noir; d'origine maure, surnom qui désignait une personne au teint ou à la chevelure sombre : « brun comme un maure ». Il peut aussi venir de Maurinus, un Saint honoré dans le midi de la France
Le nom de famille ou gentilice Maurius provient de l'addition du suffixe -ius au surnom ou cognomen Maurus. Du nom de famille romain Maurius sont sortis, à leur tour, plusieurs dérivés dont celui de Maurianus, combinaison du gentilice Maurius et du suffixe latin -anus. Maurianus a été à la fois nom de personne et nom de lieu et s'appliquant à une propriété foncière, Maurianus tirait son origine du gentilice de celui qui la posséda, le premier, à titre de fundus ou domaine rural. Sous sa forme masculine moderne, Maurian, il se rencontre dans les départements de la Gironde, de l'Hérault et du Cantal et sous la forme Maurion dans les départements de la Gironde, du Lot-et-Garonne.
Le suffixe -anus étant l'équivalent du suffixe gaulois -acus, il correspond exactement à Mauriacus devenu Mauriac dans le Cantal et cinq autres départements.
Chez les Romains, les noms et surnoms de Maurius, Maurus, Maurinus, Morinus, Mauritius, Maurincus , etc. étaient communément portés.

## Variantes
- de Maurion[5]
- Maurion-Lamothe[6]
- Maurion de Larroche[7]
- Maurion-Gilles[8]

## Personnalités
- Audrey Maurion (née en 1966), réalisatrice et monteuse française ;
- Gabrielle Maurion, puis Gabrielle Maurion-Vidal (1905-1987), sculptrice et médailleuse française.